# Giliano Wijnaldum
Giliano Wijnaldum (* 31. srpna 1992, Rotterdam, Nizozemsko) je nizozemský fotbalový obránce, který v současnosti působí v klubu VfL Bochum.
Jeho starším bratrem je fotbalista Georginio Wijnaldum, jeho nevlastním bratrem rovněž hráč kopané Rajiv van La Parra.

## Klubová kariéra
Wijnaldum prošel mládežnickou akademií AZ Alkmaar, odkud později přešel do A-týmu, se kterým vyhrál v sezóně 2012/13 nizozemský fotbalový pohár (KNVB beker) po výhře 2:1 ve finále nad PSV Eindhoven.
V červnu 2013 se dohodl na přestupu s FC Groningen. V červnu 2014 přestoupil do Go Ahead Eagles. V roce 2015 se stal hráčem německého klubu VfL Bochum.

## Reprezentační kariéra
Člen nizozemských mládežnických reprezentací od kategorie U17.